# Zignea

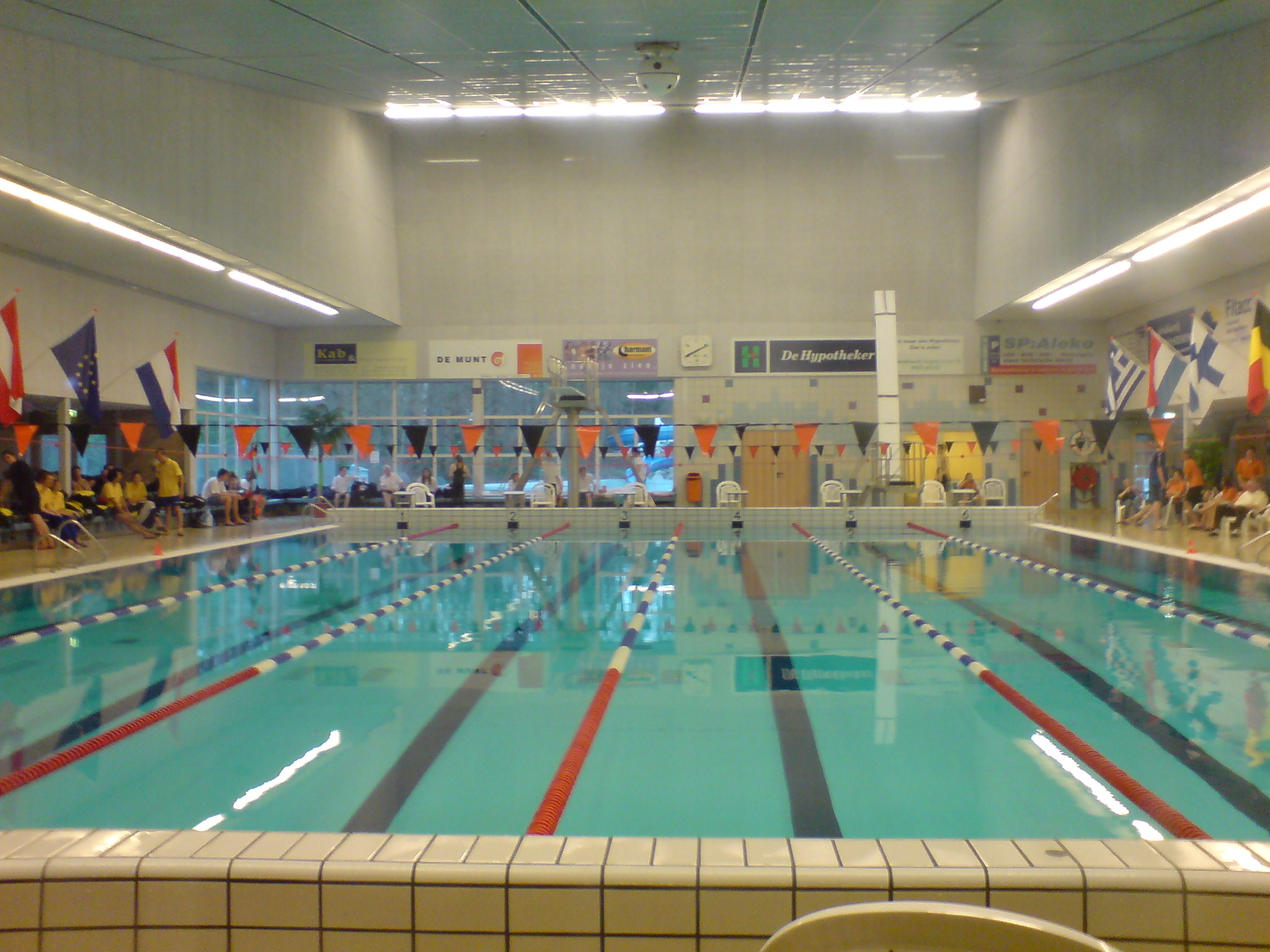
Het wedstrijdbad in het Bosbad waar trainingen van Zignea plaatsvinden.

Zignea is een zwem- en waterpolovereniging gesitueerd in Emmeloord. De clubnaam is een acroniem voor Zwemmen Is Gezond, Nuttig En Aangenaam.
De vereniging werd officieel opgericht op 22 juni 1956 door de heren Van Drecht, Kervers, Van der Lecq en Van Millegen.
De vereniging heeft de volgende afdelingen:
- Een basisafdeling
- Een wedstrijdafdeling.
- Een waterpoloafdeling.
- Een Masterafdeling.
- Voorts een afdeling voor lichamelijk gehandicapten.

De wedstrijdafdeling zwemt mee in de 1e klasse Regio Oost. 
Trainingen en thuiswedstrijden vinden plaats in het Bosbad te Emmeloord.